# Chris Stewart (ishockeyspelare)
Chris Stewart, född 30 oktober 1987, är en kanadensisk före detta professionell ishockeyforward. Han spelade i National Hockey League (NHL) för Colorado Avalanche, St. Louis Blues, Buffalo Sabres, Minnesota Wild, Anaheim Ducks, Calgary Flames och Philadelphia Flyers. Han spelade juniorhockey med Kingston Frontenacs i Ontario Hockey League (OHL). Stewart är yngre broder till Anthony Stewart som också spelade i NHL.

## Spelarkarriär
Chris Stewart valdes i första rundan som 18:e spelare totalt i NHL-draften 2006 av Colorado Avalanche, och debuterade i NHL 2008. 
Säsongen 2010/11 blev Stewart tradad till St. Louis Blues tillsammans med Kevin Shattenkirk och ett draftval i andra rundan 2011, i utbyte mot Erik Johnson, Jay McClement och ett draftval i första rundan 2011.
Den 1 mars 2014 blev han tillsammans med Jaroslav Halák, William Carrier, ett draftval i första rundan i 2015 års draft och ett draftval i tredje rundan i 2016 års draft tradad till Buffalo Sabres i utbyte mot Ryan Miller och Steve Ott.
Den 2 mars 2015, på dagen för trade deadline och med ett utgående kontrakt, blev han skeppad till Minnesota Wild i utbyte mot ett draftval i andra rundan 2017.
Under sommaren skrev han som free agent på ett ettårskontrakt värt 1,7 miljoner dollar med Anaheim Ducks den 12 juli 2015.
Efter kontraktet med Ducks gick ut återvände han till Minnesota Wild och skrev på ett tvåårskontrakt värt 2,3 miljoner dollar den 1 juli 2016.
25 februari 2018 placerades han på waivers av Wild, och dagen efter plockades han upp av Calgary Flames.

## Privatliv
Stewart är det andra barnet i en syskonskara av sju totalt. Stewart är av jamaicanskt och irländskt ursprung, då hans far Norman emigrerade till Kanada. Stewart växte upp i Toronto under fattiga förhållanden där han och Anthony började spela hockey för North York Jr. Canadiens.

## Statistik

### Klubbkarriär
| 2004–05    | Kingston Frontenacs    | OHL        | 64  | 18  | 12  | 30  | 45  | —  | — | — | —  | —  |
| 2005–06    | Kingston Frontenacs    | OHL        | 62  | 37  | 50  | 87  | 118 | 6  | 2 | 0 | 2  | 13 |
| 2006–07    | Kingston Frontenacs    | OHL        | 61  | 36  | 46  | 82  | 108 | 5  | 4 | 2 | 6  | 6  |
| 2006–07    | Albany River Rats      | AHL        | 5   | 1   | 2   | 3   | 2   | 1  | 0 | 0 | 0  | 0  |
| 2007–08    | Lake Erie Monsters     | AHL        | 77  | 25  | 19  | 44  | 93  | —  | — | — | —  | —  |
| 2008–09    | Lake Erie Monsters     | AHL        | 19  | 5   | 6   | 11  | 23  | —  | — | — | —  | —  |
| 2008–09    | Colorado Avalanche     | NHL        | 53  | 11  | 8   | 19  | 54  | —  | — | — | —  | —  |
| 2009–10    | Colorado Avalanche     | NHL        | 77  | 28  | 36  | 64  | 73  | 6  | 3 | 0 | 3  | 4  |
| 2009–10    | Lake Erie Monsters     | AHL        | 2   | 0   | 0   | 0   | 2   | —  | — | — | —  | —  |
| 2010–11    | Colorado Avalanche     | NHL        | 36  | 13  | 17  | 30  | 38  | —  | — | — | —  | —  |
| 2010–11    | St. Louis Blues        | NHL        | 26  | 15  | 8   | 23  | 15  | —  | — | — | —  | —  |
| 2011–12    | St. Louis Blues        | NHL        | 79  | 15  | 15  | 30  | 109 | 7  | 2 | 0 | 2  | 12 |
| 2012–13    | ETC Crimmitschau       | 2.GBun     | 15  | 6   | 14  | 20  | 24  | —  | — | — | —  | —  |
| 2012–13    | HC Bílí Tygři Liberec  | Extraliga  | 5   | 0   | 1   | 1   | 2   | —  | — | — | —  | —  |
| 2012–13    | St. Louis Blues        | NHL        | 48  | 18  | 18  | 36  | 40  | 6  | 0 | 1 | 1  | 0  |
| 2013–14    | St. Louis Blues        | NHL        | 58  | 15  | 11  | 26  | 112 | —  | — | — | —  | —  |
| 2013–14    | Buffalo Sabres         | NHL        | 5   | 0   | 0   | 0   | 6   | —  | — | — | —  | —  |
| 2014–15    | Buffalo Sabres         | NHL        | 61  | 11  | 14  | 25  | 63  | —  | — | — | —  | —  |
| 2014–15    | Minnesota Wild         | NHL        | 20  | 3   | 8   | 11  | 25  | 8  | 0 | 2 | 2  | 2  |
| 2015–16    | Anaheim Ducks          | NHL        | 56  | 8   | 12  | 20  | 73  | 7  | 1 | 2 | 3  | 0  |
| 2016–17    | Minnesota Wild         | NHL        | 79  | 13  | 8   | 21  | 94  | 5  | 0 | 0 | 0  | 0  |
| 2017–18    | Minnesota Wild         | NHL        | 47  | 9   | 4   | 13  | 29  | —  | — | — | —  | —  |
| 2017–18    | Calgary Flames         | NHL        | 7   | 1   | 2   | 3   | 0   | —  | — | — | —  | —  |
| 2018–19    | Hamilton Steelhawks    | ACH        | 1   | 0   | 2   | 2   | 14  | —  | — | — | —  | —  |
| 2018–19    | Nottingham Panthers    | EIHL       | 23  | 6   | 7   | 13  | 27  | 3  | 1 | 3 | 4  | 0  |
| 2019–20    | Philadelphia Flyers    | NHL        | 16  | 0   | 1   | 1   | 21  | —  | — | — | —  | —  |
| 2019–20    | Lehigh Valley Phantoms | AHL        | 6   | 1   | 2   | 3   | 0   | —  | — | — | —  | —  |
| NHL totalt | NHL totalt             | NHL totalt | 668 | 160 | 162 | 322 | 750 | 39 | 6 | 5 | 11 | 18 |

### Internationellt
| År            | Lag           | Turnering     | Resultat      |   | Matcher | Mål | Assist | Poäng | Utv |
| ------------- | ------------- | ------------- | ------------- | - | ------- | --- | ------ | ----- | --- |
| 2011          | Kanada        | VM            | 5:a           | 7 | 2       | 2   | 4      | 0     |     |
| Senior totalt | Senior totalt | Senior totalt | Senior totalt | 7 | 2       | 2   | 4      | 0     |     |